# Clytia hexanemalis
Clytia hexanemalis är en nässeldjursart som beskrevs av Xu, Huang och Chen Xu 1991. Clytia hexanemalis ingår i släktet Clytia och familjen Campanulariidae. Inga underarter finns listade i Catalogue of Life.